# Craspedosis delicata
Craspedosis delicata är en fjärilsart som beskrevs av Swinhoe 1902. Craspedosis delicata ingår i släktet Craspedosis och familjen mätare. Inga underarter finns listade i Catalogue of Life.